# Franks Malta
Franks est une chaine de parfumerie locale de l'île de Malte. Elle possède une autre société X-treme CO Ltd qui lui permet d'assurer 50 % de part de marché sur la distribution des parfums sur l'ile. 

## Histoire
La société a été fondée en 1895 par l'arrière-grand-père M. Salvatore Abela. Auparavant il avait ouvert une usine de fabrication de blocs de glace. Bien qu'il fût illettré, Salvatore était très travailleur et entreprenant, Il voyageait régulièrement en Angleterre ou en Italie. Ainsi il acquit des connaissances en commerce et dans les plantes, qu'il vendait aussi à Malte.
Le nom Frank est à l'origine des marins américains à qui ils vendaient des lames de rasoirs et autres accessoires de rasage dans les années 1920.
À la mort de Salvatore, son épouse essaye de se débarrasser de la marchandise en vendant tout à bas prix mais en vain, tout resta dans la boutique de Cospicua. Finalement ses fils Paul et Vincent reprirent le commerce. Malgré ce lien qui les unissaient, l'entente entre les deux frères n'était pas bonne et ils décidèrent donc de se séparer pour cette affaire.
Abela ouvrit un nouveau magasin appelle « Frank bazaar » situé St John Street dans la ville de La Vallette. Ce fut une bonne affaire car La Vallette allait bientôt devenir le principal point de commerce de l'ile de Malte.
Le petit-fils Joseph Abela garda la boutique jusqu'à ce que l'arrière-petit-fils Lauro reprit l'affaire en 1992. Lauro travaillait déjà lorsqu'il était au lycée ; cependant il poursuivit ses études dans le cursus universitaire.
Lauro entreprit d'agrandir l'entreprise. Il ouvrit un second magasin dans le centre commercial Plaza de Sliema. Franks fut un des pionniers dans l'aide à la vente pour la parfumerie à Malte. Ce fut un point important car cette politique tourna à leur avantage dans l'image de marque. Ainsi, de nouveaux magasins se sont ouverts :
- Energy à la Vallette
- Baystreet et toplines à St Andrews
- MIA Malta International  Airport
- Mosta (où ils ouvrirent une boutique de vin avec un choix de qualité due à la connaissance de Lauro Abela dans le domaine viticole)